# Victoria Tristán de Echenique
Victoria Tristán de Echenique, född 1823, död 1864, var Perus första dam 1851-1855 som gift med president José Rufino Echenique.
Hon tillhörde en av Perus rikaste familjer och var kusin till Flora Tristan. Hon gifte sig 1838 med José Rufino Echenique. Som presidentfru blev hon känd för de överdådiga mottagningar hon höll i sitt palats i Lima, där hon ägde flera fastigheter. En särskilt påkostad bal år 1853 sägs av Ricardo Palma ha varit bidragande till inbördeskriget på grund av sin provocerande uppvisning av rikedom.
Ett kvarter i Lima, distrito de La Victoria, har fått sitt namn efter henne.